# Pretoria

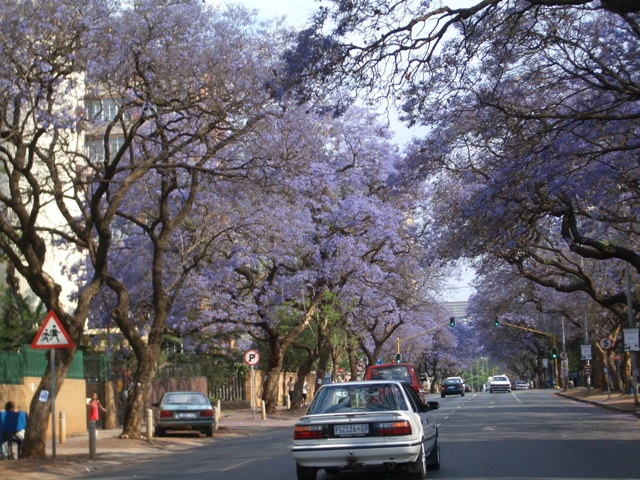
Pretoria staat bekend om haar vele paarse jacarandabomen

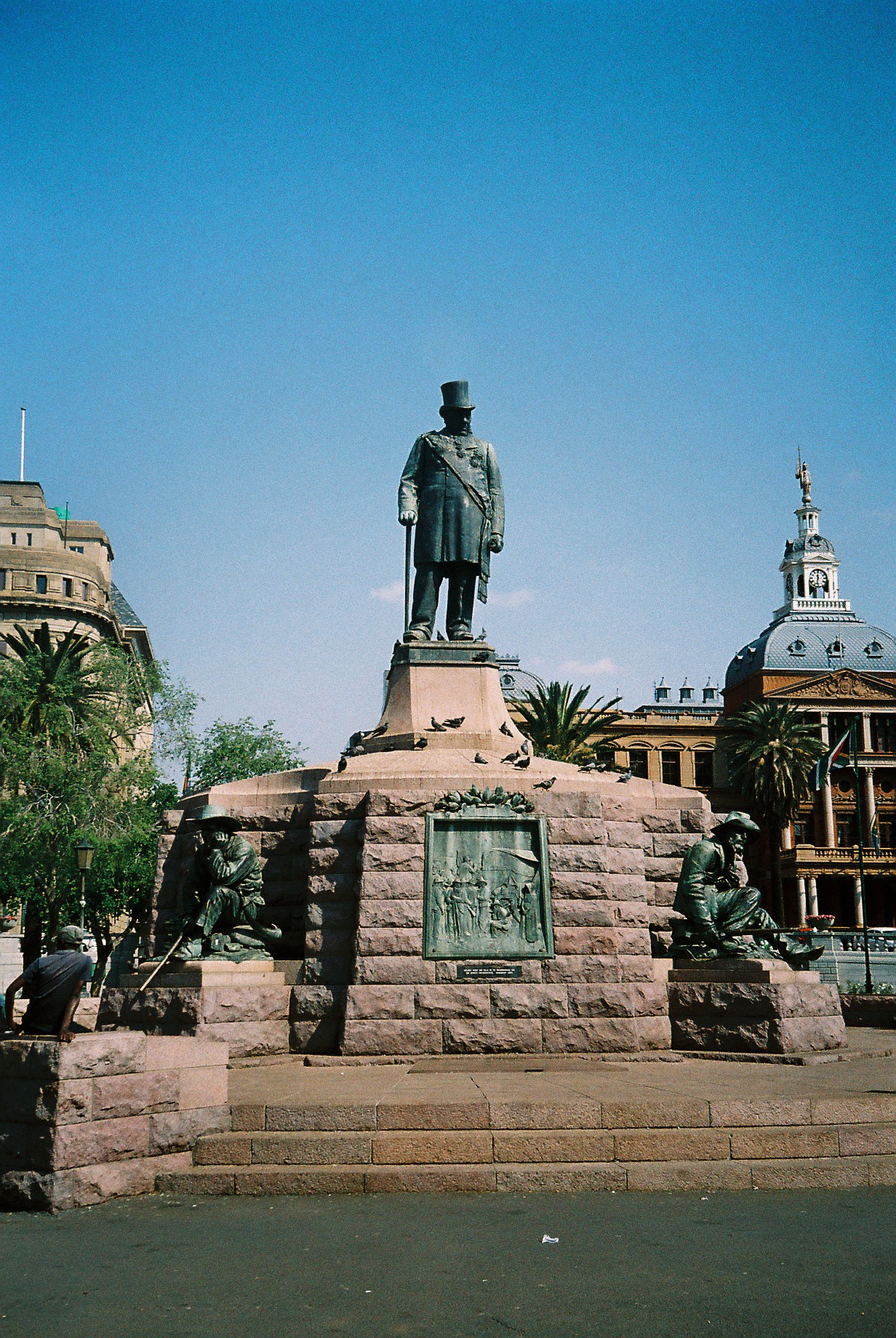
Op het Kerkplein van Pretoria staat een standbeeld van de president van de Zuid-Afrikaansche Republiek, Paul Kruger

Pretoria is de bestuurlijke hoofdstad van Zuid-Afrika (met Kaapstad als de wetgevende hoofdstad en Bloemfontein als gerechtelijke hoofdstad). De stad ligt in de grootstedelijke gemeente Tshwane binnen de provincie Gauteng en had in 2011 1.763.336 inwoners. Daarmee is het de vierde grootste stad van het land.
Pretoria ligt ongeveer 50 kilometer ten noorden van Johannesburg. De stad ligt in een warme, beschutte en vruchtbare vallei omgeven door heuvels. Sinds 2000 maakt de stad bestuurlijk deel uit van de gemeente Tshwane, die veel groter is dan de stad of de agglomeratie Pretoria en bijna drie miljoen inwoners telt. De vroegere afzonderlijke gemeenten binnen het gebied, waaronder de gemeente Pretoria, zijn opgeheven.
Ruim de helft van de Pretoriase bevolking is blank. Er is een relatief kleine zwarte minderheid. Ongeveer 48% spreekt thuis Afrikaans, zo'n 16% spreekt Engels. Noord-Sotho en Tswana zijn minderheidstalen.
De stad is genoemd naar de voortrekker Andries Pretorius en was van 1860 tot 1902 de hoofdstad van de onafhankelijke Zuid-Afrikaansche Republiek, ook bekend als Transvaal. In mei 2005 stelde de Zuid-Afrikaanse commissie voor aardrijkskundige namen voor om de naam Pretoria te wijzigen in Tshwane. De naamsverandering werd fel bestreden door grote delen van de bevolking, voornamelijk de Afrikaners (Boeren) en de meeste Engelsen. Maar anno 2014 is er nog steeds onduidelijkheid over de precieze naam.

## Geschiedenis
De eerste bewoners in het gebied van het huidige Pretoria waren leden van het Nguni-volk, later bekend als Zuid-Ndebele (letterlijk: vluchtelingen).
Tijdens de Grote Trek in de jaren 30 van de 19e eeuw kwamen de eerste blanken naar het gebied toe, waar verschillende boerderijen werden gesticht. In september 1853 verzocht Marthinus Wessel Pretorius bij een vergadering van de Volksraad van de nieuwe Zuid-Afrikaansche Republiek om een meer centraal gelegen hoofdstad, waarop hij de boerderijen Elandspoort en Daspoort aan de Apiesrivier kocht. In 1854 werd er op Elandspoort een gemeente gesticht en op 16 november 1855 besloot de Volksraad hier een dorp met de naam Pretoria aan te leggen. Varianten op de plaatsnaam waren Pretoria Philadelphia, Pretorium en Pretoriusdorp.
De stad werd vernoemd naar de voortrekker Andries Pretorius, die na zijn overwinning op de Zoeloes in de Slag bij Bloedrivier als een volksheld vereerd werd. Andries Pretorius heeft ook een belangrijke rol gespeeld in de onderhandelingen met het Verenigd Koninkrijk, die in 1852 met het Zandriviertraktaat tot de onafhankelijkheid van de Zuid-Afrikaansche Republiek (Transvaal) leidden. Pretoria volgde op 1 mei 1860 Potchefstroom op als hoofdstad van Transvaal.
Tijdens de Eerste Boerenoorlog (1880–1881) werd Pretoria tussen december 1880 en maart 1881 door republikeinse troepen belegerd.
Wegens Britse strubbelingen werd er na de Eerste Boerenoorlog door de Nederlandsch-Zuid-Afrikaansche Spoorwegmaatschappij een spoorlijn van Pretoria naar Maputo getrokken. Deze lijn werd in 1894 geopend. Hierdoor werd Pretoria minder afhankelijk van de Britse wil om transport over land richting de havens van Kaapstad en Durban (soms niet) toe te staan.
De Tweede Boerenoorlog (1899-1902) leidde tot de ondergang van Transvaal en luidde een tijdperk in van Britse overheersing in Zuid-Afrika. Pretoria capituleerde op 5 juni 1900 en werd ingenomen door troepen onder het bevel van Frederick Sleigh Roberts. Met de ondertekening van het Verdrag van Vereeniging werd de oorlog op 31 mei 1902 in Pretoria beëindigd.
De Boerenrepublieken Transvaal en Oranje Vrijstaat werden in 1910 met de Britse Kaapkolonie en Natal verenigd tot de Unie van Zuid-Afrika, met Pretoria als administratieve hoofdstad (Kaapstad werd de parlementaire en wetgevende hoofdstad). In het tijdperk tussen 1860 en 1994 diende Pretoria ook als de zetel van de provinciale regering van Transvaal.

## Geografie
Pretoria ligt op een hoogte van 1.350 meter boven de zeespiegel en wordt omringd door de Magaliesbergen.

### Klimaat
Pretoria heeft een subtropisch klimaat met warme, vochtige zomers en gematigde, droge winters. Eén jaar in Pretoria heeft een gemiddelde temperatuur van 18,7 °C en gemiddeld 300 dagen met zonneschijn.

### Vervoer
Pretoria heeft een snelle trein verbinding met Johannesburg. Vanaf het station vertrekken tevens treinen naar Hoedspruit, Polokwane en Nelspruit.

## Cultuur en maatschappij

### Onderwijs
Pretoria wordt als de academische hoofdstad van Zuid-Afrika beschouwd - de stad is het onderkomen van een aantal universiteiten en instellingen voor wetenschappelijk onderzoek, onder andere de Universiteit van Pretoria, Universiteit van Zuid-Afrika en de WNNR.

### Religie
Afstammelingen van Nederlandse emigranten hebben diverse kerkelijke gemeenten gesticht in de stad. Zo is er een Gereformeerde Gemeente in Nederland met 179 leden. Verder kent Pretoria de reformatorische Eben-Haëzergemeente met circa 100 leden.
Pretoria heeft een kleine Joodse gemeenschap van ongeveer 3.000 man. In de Paul Krugerstraat staat sedert 1898 een synagoge.

### Sport
Pretoria is de thuisbasis van de rugbyvereniging Blue Bulls (Afrikaans: Blou Bulle), de voetbalverenigingen Mamelodi Sundowns FC, Supersport United FC en de University of Pretoria FC en de cricketvereniging Titans.

### Bezienswaardigheden

#### Monumenten en erfgoed
- Erasmuskasteel
- Forten van Pretoria
- Heldenakker
- Kerkplein
  - Standbeeld van Paul Kruger
- Krugerhuis
- Sammy Markshuis
- Uniegebouw
- Voortrekkermonument
- Vrijheidspark

#### Musea
- Ditsong Nationaal Museum voor Culturele Geschiedenis
- Eksteen Transportmuseum
- Mapungubwemuseum
- Melrose-Huis
- Pierneefmuseum
- Pretoriase Kunsmuseum
- Van Tilburg Collectie
- Transvaalmuseum
- Van Wouw Museum
- Zuid-Afrikaanse Politiedienstmuseum

#### Parken en tuinen
- Pretoria Nationale Botanische Tuin
- Nationale Zoölogische Tuinen van Zuid-Afrika
- Springbokpark
- Venningpark

## Geboren in Pretoria
Hieronder staan enkele personen vermeld die in Pretoria zijn geboren:
- Eugène Marais (1871-1936), schrijver en dichter
- Jules Schagen van Leeuwen (1896-1976), militair en politicus
- Willemijn Posthumus-van der Goot (1897-1989), Nederlands econoom, journalist, feminist en vredesactivist
- Max Theiler (1899-1972), Zuid-Afrikaans-Amerikaans viroloog en Nobelprijswinnaar (1951)
- Glynis Johns (1923-2024), Welsh actrice, pianiste, danseres en zangeres
- Seymour Papert (1928-2016), wiskundige en psycholoog
- Frederik van Zyl Slabbert, (1940-2010), socioloog en politicus
- Eleanor Baker (1944-2002), schrijfster
- Irma Joubert (1947), schrijfster
- Michael Levitt (1947), Israëlisch-Amerikaans biofysicus en Nobelprijswinnaar (2013)
- Arnold Vosloo (1962), acteur
- Damon Galgut (1963), schrijver
- Casper de Vries (1964), acteur en komiek
- Christiaan Bakkes (1965), schrijver
- Kurt Darren (1970), zanger
- Alwien Tulner (1970), actrice
- Zain Bhikha (1970), zanger
- Elon Musk (1971), Zuid-Afrikaans-Canadees-Amerikaans ingenieur en ondernemer
- Joost van der Westhuizen (1971–2017), rugbyer
- Jamie Ball (1979), wielrenner
- Roland Mark Schoeman (1980), zwemmer
- Gerhard Zandberg (1983), zwemmer
- Gideon Louw (1987), zwemmer
- Cameron van der Burgh (1988), zwemmer
- Marieke Ehlers (1988), politica
- Michelle Williams (1991), Canadees zwemster
- Louis Meintjes (1992), wielrenner
- Kimberley Le Court (1996), Mauritiaans wielrenster

## Partnersteden
- Amman, Jordanië
- Bakoe, Azerbeidzjan
- Bethlehem, Palestina
- Delft, Nederland
- Johannesburg, Zuid-Afrika
- Kiev, Oekraïne
- Taipei, Taiwan
- Teheran, Iran
- Washington D.C., Verenigde Staten